# Menàlcides
Menàlcides o Menàlcidas (Menalcidas, Μενυλκίδας) fou un aventurer espartà que en circumstàncies que no aclareix Polibi, va aprofitar la guerra entre Egipte i Antíoc IV Epífanes (171 aC-168 aC) en benefici propi i a expenses dels Ptolemeus. Fou empresonat per Ptolemeu VI Filomètor i Ptolemeu VIII Evergetes II Fiscó però alliberat el 168 aC a petició de Gai Popil·li Lenat, enviat amb l'orde pels selèucides d'evacuar territori egipci.
El 150 aC era general de la Lliga Aquea i per un suborn de deu talents va portar a la Lliga a ajudar a Oropos contra Atenes. Per la meitat dels diners va aconseguir el suport de Cal·lícrates de Leòntion, però Oropos no va rebre una ajuda efectiva; Menàlcides no obstant va cobrar la quantitat convinguda i va eludir el pagament a Cal·lícrates. Aquest el va acusar de voler entregar Esparta a Roma en lloc de a la Lliga, però Menàlcides es va escapar del perill per la protecció de Dieu, al que va subornar amb tres talents.
El 149 aC va anar a Roma, on va donar suport, contra els plans de Dieu, a la causa dels exiliats lacedemonis.
Mentre la guerra entre aqueus i espartans estava suspesa per ordre de Quint Cecili Metel; llavors va convèncer el govern d'Esparta de trencar la treva, i va ocupar i saquejar la ciutat aquea d'Iasos, a la frontera amb Lacònia. Aviat els espartans se'n van penedir i van acusar Menàlcides, que desesperat, es va suïcidar amb verí.